# Super Turtle Attack
『Super Turtle Attack』（スーパータートルアタック）は、LADIES ROOMのアルバム。
2001年11月21日に発売された。
解散以前は、Ki/oon Sony Records（キューンミュージック）からリリースしていたのが主だったが本アルバムは、X JAPAN(X)のYOSHIKIが主宰するインディーズレーベル「EXTASY RECORDS」（エクスタシーレコード）からリリースされている。

## 解説
LADIES ROOMは1996年3月14日に渋谷公会堂で行われたコンサートをもってバンドを解散させたが、2001年に再始動。その際に発売された。

## 収録曲
1. Damage
2. キミと
3. LOVE & PEACE
4. I’m Crazy
5. LOVE&PEACE
6. 月と太陽
7. Access
8. HHC
9. Flash Back
10. Super Turtle Attack
11. Call man